# Vilhelm Fischer (arkitekt)
 Der er flere personer med dette navn, se Vilhelm Fischer.
Peter Frederik Vilhelm Fischer (født 26. januar 1868 i Holbæk, død 14. april 1914 på Frederiksberg) var en dansk arkitekt, der før sin tidlige død blandt andet nåede at sætte sit præg på fødebyen Holbæk.
Vilhelm Fischers forældre var blikkenslagermester Peter Joachim Fischer og Antoinette Oline Carlslund. Han tegnede hos Valdemar Ingemann, gik to vintre på Teknisk Skole 1883-86 og blev optaget på Kunstakademiet i København 29. september 1885. Han tog afgang 29. januar 1892. Fischer var undervejs medhjælper hos Albert Jensen 1887-94 og hos Martin Nyrop 1895-1902 (konduktør på byggeriet af Københavns Rådhus). Han vandt den lille guldmedalje 1898 (for En Rigsdagsbygning), fik Akademiets stipendium 1901 og 1908 og Kaufmanns legat 1903.
Han rejste i Holland, Belgien, Frankrig og især Tyskland og Italien tidligst 1895. Fischer deltog i Charlottenborg Forårsudstilling 1896, 1898-99, 1901-03, 1905, 1908, 1910- 11. 
Fischer blev gift 17. september 1895 i Roskilde med Vilhelmine (Minni) Cathrine Sophie Schumacher (15. april 1871 sammesteds – 2. februar 1941 sammesteds), datter af murermester Hermann Christian Louis Schumacher og Anna Marie Agathe Hansen.
Han er begravet på Vestre Kirkegård i København.

## Værker
- Villa, Lindevej 10, 4300 Holbæk, (1913)
- Holbæk private Realskole (1897)
- Sommerhus, Øresundsvej 10, Hornbæk (1897, ombygget)
- Villa, Lemchesvej, Hellerup (sammen med Harald Harpøth 1898-99)
- Allehelgensgade 2, Roskilde (1898-99)
- Pavillon, Holbæk Strandpark (1899)
- Hotel Bristol, senere Absalons Gaard, Rådhuspladsen 45, København (1901-02, 1. præmie, præmieret af Københavns Kommune 1903)
- H.C. Ørsteds Vej 50B, Frederiksberg (1903, sammen med Christian Sylow)
- Budtz Müllers Eft.s Kunsthandel, Bredgade 29, København (1904)
- Tibberupgård, Humlebæk (1904-05)
- Justitsråd Wittes og Hustrus Stiftelse, Farimagsvej 24, Næstved (1905-07)[2]
- Grosserer Jacob Holmblads villa Strandlund ved Charlottenlund Fort (1906-07, nedrevet 1973)
- Købmagergade 64, København (1906-07)
- Villa for tømrermester H. Schledermann, Taffelbays Allé 11, Hellerup (1907)[3]
- Henrik Steffens Vej 1-7 og 2-6 (Gammel Kongevej 148 og 150), Frederiksberg (1907-08)
- Alderdomshjem, Skt. Pedersstræde og Skt. Olsstræde, Roskilde (1907-08)
- Rådhus, ting- og arresthus i Holbæk (1909-11)
- Teknisk Skole, Absalonsgade, Roskilde (1911)
- Kaserne og garnisonssygehus, Helligkorsvej 7, Roskilde (1911-12; kasernen genopført efter brand 1913)
- Vestergade 23-25, København (1911-13)
- Nordisk Livsforsikrings-Aktieselskab af 1897s bygning, Grønningen 17, København (1913-14, præmieret af Københavns Kommune, fuldført af N.P.P. Gundstrup)

### Projekter
- Christiansborg Slots genopførelse (2. præmie 1905, sammen med Christian Sylow)

- Holbæk Rådhus
- Absalons Gård